# Katrin Beierl
Katrin Beierl (née le 16 août 1993 à est une bobeuse autrichienne. Elle remporte le globe de cristal en bob à 2 en 2021.

## Palmarès

### Coupe du monde
- 1 globe de cristal : 
  - Vainqueur du classement bob à 2 en 2021.
- 3 podiums  : 
  - en bob à 2 : 1 deuxième place et 2 troisièmes places.